# Le Moulin
Le Moulin (《日曜日式散步者》, en pinyin: Rìyào rìshì sànbùzhě) es un documental taiwanés.

## Sinopsis
En la década de los 30, el grupo literario llamado "La sociedad poética del molino" (風車詩社, en pinyin: Fēngchē shīshè) (formado por Yang Chih-chang, Lin Xiu-er, Li Zhang-rui, Zhang Liang-dia¡n, Toda Fusako, Àn Lìzǐ, Shoei Naaji) se estableció en Taiwán inspirado en el movimiento surrealista. Su trabajo se desarrolló durante tres años.

## Premios
| Ceremonia                                 | Premio                                  | Nombre                                   | Resultado |
| Taipei Film Festival 2016                 | Mejor documental                        | Huang Ya-Li                              |           |
| Taipei Film Festival 2016                 | Mejor sonido                            | Huang Ya-Li y Peng Yesheng               |           |
| South Taiwan Film Festival 2016           | Gran premio del sur                     | Huang Ya-Li, Roots Films y Fisfisa Media |           |
| Taiwan International Documentary Festival | Gran premio de la competición taiwanesa | Huang Ya-Li, Roots Films y Fisfisa Media |           |
| 53.ª Edición de los Golden Horse Awards   | Mejor documental                        | Huang Ya-Li, Roots Films y Fisfisa Media |           |
| 53.ª Edición de los Golden Horse Awards   | Mejor sonido                            | Huang Ya-Li y Peng Yesheng               |           |